# Toby Gerhart
Toby Gerhart (Norco, California, Estados Unidos, 28 de marzo de 1987) es un jugador profesional de fútbol americano de la National Football League que juega en el equipo Jacksonville Jaguars, en la posición de Running back con el número 21.

## Carrera deportiva
Toby Gerhart proviene de la Universidad Stanford y fue elegido en el Draft de la NFL de 2010, en la ronda número 2 con el puesto número 51 por el equipo Minnesota Vikings.
Ha jugado en los equipos Jacksonville Jaguars y Minnesota Vikings.

## Estadísticas generales
| Yardas | Touchdowns | Promedio |
| 44     | 0          | 2.2      |